# 2015 في فرنسا
فيما يلي قوائم الأحداث التي وقعت خلال عام 2015 في فرنسا.

## أحداث
- 22 يناير – رالي مونت كارلو 2015
- 24 مارس – جرمان وينغز الرحلة 9525
- 26 يونيو – هجوم سان كانتان فالافييه 2015
- 1 يناير – مهرجان كان السينمائي 2015
- 6 ديسمبر – الانتخابات الجهوية الفرنسية 2015
- 7 يناير – هجمات يناير 2015 في فرنسا
- 13 نوفمبر – هجمات باريس 2015
- 7 يناير – الهجوم على صحيفة شارلي إبدو

## سياسة

### انتهاء فترة المنصب
- 31 أغسطس – أوليفيي بوافر دارفور director of France culture ‏.

## رياضة
- 1 يناير – بطولة العالم للدراجات على المضمار 2015
- 1 يناير – دورة فرنسا المفتوحة 2015
- 1 يناير – طواف هوت فار 2015 الفائز Ben Gastauer [الإنجليزية]‏.
- 1 فبراير – سباق جائزة لا مارسيليس الكبرى 2015 الفائزون Steven Tronet [الإنجليزية]‏، Kenneth Vanbilsen [الإنجليزية]‏، بيم يجثارت، Antoine Demoitié [الإنجليزية]‏، Simone Antonini [الإنجليزية]‏.
- 28 فبراير – كلاسيك سود أرديتشي 2015 الفائزون إدواردو سيبولفيدا، Julien Loubet [الإنجليزية]‏، فابيو فلين.
- 1 فبراير – سباق جائزة لا مارسيليس الكبرى 2015 الفائزون Steven Tronet [الإنجليزية]‏، Kenneth Vanbilsen [الإنجليزية]‏، بيم يجثارت، Antoine Demoitié [الإنجليزية]‏، Simone Antonini [الإنجليزية]‏.
- 1 مارس – لادهوم الكلاسيكي 2015 الفائزون سامويل دومولين، Sébastien Delfosse [الإنجليزية]‏، فابيو فلين.
- 21 مارس – لوار أتلانتيك الكلاسيكي 2015 الفائزون أنتوني ديلابلاسي، ألكسيس غوجيراد، ماركو ماركاتو.
- 26 مارس – كلاسيكا كورسيكا 2015 الفائزون Shane Archbold [الإنجليزية]‏، ريمي دي جريجوريو، دانييلي راتو، توماس بودات.
- 29 مارس – غنت-وفلجم 2015 الفائزون نيكي تيربسترا، لوكا باوليني، جيرانت توماس.
- 3 أبريل – روت أديلي 2015 الفائزون رومان فيلو، ناصر بوهاني، تيموثي دوبونت.
- 5 أبريل – باريس-كاممبير 2015 الفائزون سامويل دومولين، Julien Loubet [الإنجليزية]‏، Nicolas Baldo [الإنجليزية]‏، بيريك فيدريجو.
- 12 أبريل – سباق باريس روبيه 2015 الفائزون جريج فان أفرمت، زدينيك ستيبار، جون ديجينكولب.
- 26 أبريل – لا رو تورانجيل 2015 الفائز لورينزو مانزين.
- 17 مايو – جائزة فرنسا الكبرى للدراجات النارية 2015
- 2 أغسطس – بولينورماند 2015 الفائزون انطوان دوتشيسن، طوماس روستولان [الإنجليزية]‏، أوليفر ناسن، 2015 Bretagne–Séché Environnement season [الإنجليزية]‏، Fabrice Jeandesboz [الإنجليزية]‏.
- 30 أغسطس – جي بي واست-فرنسا 2015 الفائزون راموناس نافاردوساكاس، سيمون بونزي، ألكسندر كريستوف.
- 6 سبتمبر – جي بي دي فورميس 2015 الفائزون توم بونن، ناصر بوهاني، فابيو فلين.
- 11 أكتوبر – طواف باريس 2015 الفائزون توش فان دير ساندي، جريج فان أفرمت، ماتيو ترينتين.

## ظهور
- 1 يناير – كيدز يونايتد

## أفلام
من الأفلام التي صدرت هذه السنة في فرنسا:
- 1 يناير – 3000 ليلة من إخراج مي المصري.
- 1 يناير – أغنية من البحر من إخراج توم مور.
- 1 يناير – ألاسكا من إخراج Claudio Cupellini [الإنجليزية]‏.
- 1 يناير – أماكن مظلمة من إخراج جيل باكيه برينر.
- 1 يناير – أيامي الذهبية من إخراج أرنود ديبلشين.
- 1 يناير – الزين اللي فيك من إخراج نبيل عيوش.
- 1 يناير – السيد تيرنر من إخراج مايك لي.
- 1 يناير – الناقل بالوقود من إخراج Camille Delamarre [الإنجليزية]‏.
- 1 يناير – الورثة من إخراج Marie-Castille Mention-Schaar [الإنجليزية]‏.
- 1 يناير – بين الأصدقاء من إخراج Olivier Baroux [الإنجليزية]‏.
- 1 يناير – تمبكتو من إخراج عبد الرحمن سيساكو.
- 1 يناير – جراد البحر من إخراج يورجوس لانثيموس.
- 1 يناير – حكاية الحكايات من إخراج ماتيو غاروني.
- 1 يناير – دفقة كبيرة من إخراج لوكا غواداغنينو.
- 1 يناير – ديبان من إخراج جاك أوديار.
- 1 يناير – طفولة القائد من إخراج برادي كوربيت.
- 1 يناير – طويل واقف من إخراج إيمانويل بيركو.
- 1 يناير – فاطمة من إخراج Philippe Faucon [الإنجليزية]‏.
- 1 يناير – كل شئ عنهم من إخراج Jérôme Bonnell  [لغات أخرى]‏.
- 1 يناير – ماسان من إخراج Neeraj Ghaywan [الإنجليزية]‏.
- 1 يناير – متتالية فرنسية من إخراج Michael Kuhn [الإنجليزية]‏، Saul Dibb [الإنجليزية]‏.
- 1 يناير – مستر هولمز من إخراج بيل كوندون.
- 1 يناير – مكبث من إخراج جوستن كورزيل.
- 1 يناير – نحن أصدقاؤك من إخراج Max Joseph [الإنجليزية]‏.
- 8 يناير – تيكن 3 من إخراج Olivier Megaton [الإنجليزية]‏.
- 16 أبريل – ما الذي قدمناه للرب من إخراج فيليب دي تشاوفيرون.
- 16 مايو – البيات الشتوي من إخراج سيامك شايقي، نورى بيلجى جيلان.
- 19 مايو – موستانغ من إخراج دينيز غامزي إرغوفين.
- 22 مايو – جريجري من إخراج محمد الصالح هارون.
- 5 سبتمبر – على حلة عيني من إخراج ليلى بوزيد.
- 24 سبتمبر – العشق من إخراج غاسبار نوي.
- 18 نوفمبر – 100 سنة من إخراج روبرت رودريغيز.
- 23 نوفمبر – بادنغتون من إخراج باول كينغ (كاتب بريطاني).

## برامج ومسلسلات وأنمي
- ميراكيلوس: قصص الفتاة الدعسوقة والقط الأسود

## موسيقى

### أغاني
من الأغاني التي صدرت هذه السنة في فرنسا:
- 18 مارس – كونميغو من غناء كينجي جيراك.
- 16 أكتوبر – وسط من غناء دي جيه سنيك.

## كتب
من الكتب التي صدرت هذه السنة في فرنسا:
- 1 يناير – بوصلة من تأليف ماتياس إينار.
- 7 يناير – استسلام من تأليف ميشال ويلبك.

## وفيات

### يناير
- 4 يناير – رينيه فوتييه (مواليد 1928)
- 5 يناير – جان بيير بيلتويسي (مواليد 1937)
- 7 يناير – برنار فيرلاك (مواليد 1957)
- 7 يناير – جان كابو (مواليد 1938)
- 7 يناير – ستيفان شاربونييه (مواليد 1967)
- 7 يناير – فيليب أونوريه (مواليد 1941)
- 9 يناير – أميدي كوليبالي (مواليد 1982)
- 9 يناير – سعيد كواشي (مواليد 1980)
- 9 يناير – شريف كواشي (مواليد 1982)
- 19 يناير – روبرت مانزون (مواليد 1917)

### فبراير
- 14 فبراير – لويس جوردان (مواليد 1921)
- 26 فبراير – باسكال برونر (مواليد 1963) ممثل فرنسي.

### مارس
- 3 مارس – أندريه برول (مواليد 1922) دراج فرنسي.
- 9 مارس – ألكسي فاستين (مواليد 1986) ملاكم فرنسي.
- 9 مارس – فلورونس أرتو (مواليد 1957)
- 9 مارس – كاميي موفا (مواليد 1989) سباحة فرنسية.

### أبريل
- 9 أبريل – جيلبرت باكيه (مواليد 1935) شاعر فرنسي.
- 11 أبريل – فرانسوا ماسبيرو (مواليد 1932)
- 30 أبريل – باتاشو (مواليد 1918) مغنية فرنسية.

### مايو
- 7 مايو – كلود دوراند (مواليد 1938)
- 22 مايو – جان لوك ساسوس (مواليد 1962) لاعب كرة قدم فرنسي.
- 31 مايو – فرانسوا ماهي (مواليد 1930) درّاج طريق فرنسي.

### يونيو
- 1 يونيو – روجر بوردييه (مواليد 1923) كاتب فرنسي.
- 29 يونيو – شارل باسكوا (مواليد 1927) سياسي فرنسي.

### يوليو
- 15 يوليو – جان بول زان (مواليد 1935) عالم فلك فرنسي.
- 16 يوليو – جان لاكوتور (مواليد 1921) كاتب فرنسي.
- 17 يوليو – جول بيانكي (مواليد 1989) سائق سيارة سباق فرنسي.

### أغسطس
- 20 أغسطس – لوران روسي (مواليد 1948)

### أكتوبر
- 7 أكتوبر – دومينيك دروبسي (مواليد 1951) لاعب كرة قدم فرنسي.
- 12 أكتوبر – جورج ديكو (مواليد 1930) درّاج طريق فرنسي.

### نوفمبر
- 10 نوفمبر – أندريه غلوكسمان (مواليد 1937) فيلسوف فرنسي.
- 28 نوفمبر – جان جوبير (مواليد 1928)

### ديسمبر
- 13 ديسمبر – جورج منير (مواليد 1925)
- 21 ديسمبر – مدام كلود (مواليد 1923) قوادة فرنسية.